# Жуад Сјуд
Жуад Сјуд (фр. Jaouad Syoud, арап. جواد سيود, Перпињан, 17. септембар 1999) алжирски је пливач француског порекла чија специјалност су трке мешовитим стилом на 200 и 400 метара.

## Спортска каријера
Сјуд је на међународнојс цени у сениорској конкуренцији дебитовао на светском првенству у малим базенима 2018. у Кини где је у јединој дисциплини у којој је учестовао, трци на 200 мешовито, заузео 30. место у квалификацијама уз нови лични рекорд. непуну годину дана касније по први пут је наступио и на светском првенству у великим базенима, у Квангџуу 2019. где се такмичио у тркама на 200 (27. место уз лични рекорд од 2:01,76 минута) и 400 мешовито (30. место).